# Optics
Optics – trzeci album zespołu I:scintilla. Wydany został w dwóch wersjach: zwykłej i limitowanej edycji zawierającej bonusowy dysk z remiksami.

## Lista utworów
1. "Cursive Eve"
2. "Toy Soldier"
3. "The Bells"
4. "Melt"
5. "Translate"
6. "Scin"
7. "Machine Vision"
8. "Havestar"
9. "Ultravioletfly"
10. "Silhouette"
11. "Taken"
12. "Salt Of Stones"

## Dysk bonusowy
1. "The Bells [Angelspit Mix]"
2. "Scin [Clan Of Xymox Mix]"
3. "Havestar [Combichrist Mix]"
4. "Cursive Eve [Zero Tolerance Treatment By Deathboy]"
5. "The Bells [Ego Likeness Mix]"
6. "Taken [En Take Mix By En Esch]"
7. "The Bells [Interface Mix]"
8. "Translate [Broken Reception Mix By Manufactura]"
9. "Havestar [La Malediction Mix By Mortiis]"
10. "Capsella [Stochastic Theory Mix]"
11. "Scin [Tolchock Mix]"
12. "Taken [Shaken Mix By En Esch]"